# Salento

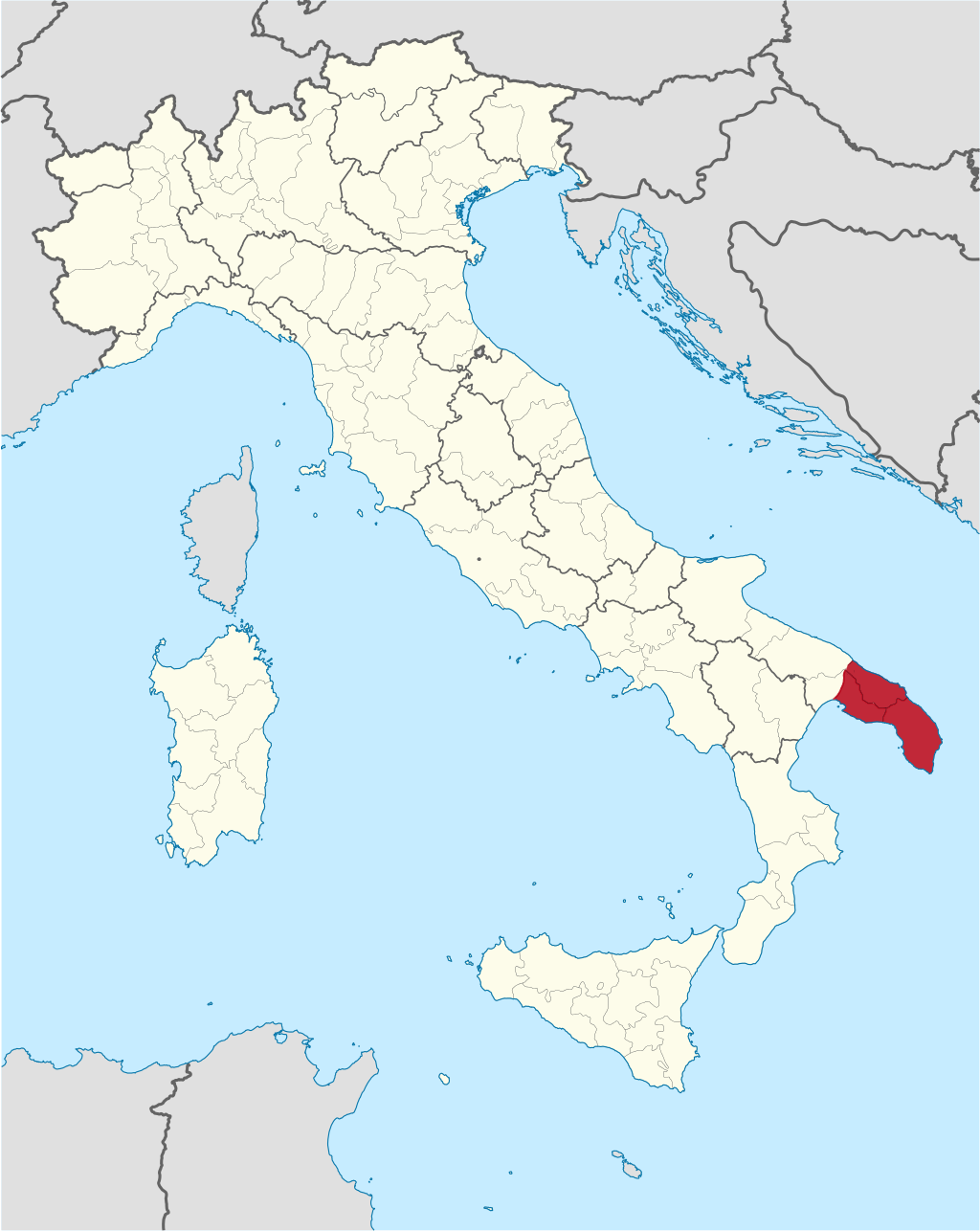
Localização do Salento na Itália.

O Salento (ou Península salentina) é um território peninsular localizado no extremo sul da região italiana da Apúlia, com o mar Jônio a oeste e o mar Adriático a leste. Popularmente é conhecida como tacão da bota (em italiano:  "tacco dello stivale").

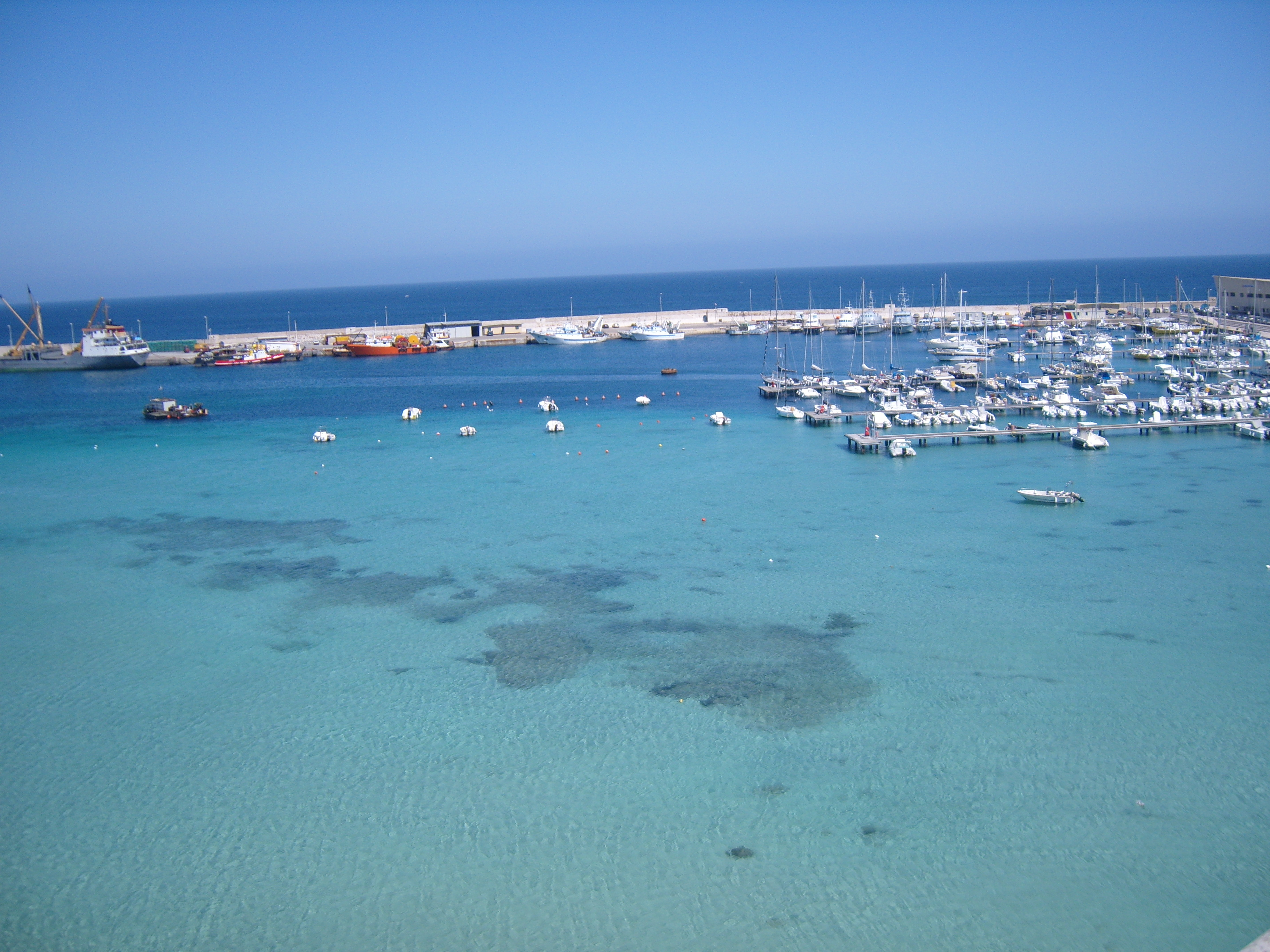
Porto de Ótranto.